# Ça n'arrive qu'aux vivants
Pour plus de détails, voir Fiche technique et Distribution.
Ça n'arrive qu'aux vivants est un film français de Tony Saytor sorti en 1959.

## Synopsis
Neuilly-sur-Seine. Henri Brunier et sa femme exploitent un petit garage en face du dépôt de tri postal. Les affaires tournent au ralenti, et Henri accepte la proposition de la belle Gloria de louer à l'un de ses amis une partie de son garage. Le but caché est de se positionner à proximité des fourgons postaux pour un prochain hold-up. Henri succombe au charme de la plantureuse Gloria, et les gangsters détiennent ainsi des preuves photographiques pour lui mettre la pression. Soit, il devient leur complice, soit son infidélité sera révélée à sa femme.

## Fiche technique
- Titre : Ça n'arrive qu'aux vivants
- Réalisation : Tony Saytor, assisté de Pierre Simon
- Scénario et dialogues : Pierre Lary, François Boyer, Jean Cosmos d'après le roman éponyme de James Hadley Chase (titre original : The Things Men Do)
- Décors : Robert Hubert
- Photographie : Pierre Petit
- Cadreur : Noël Martin
- Musique : Henri Bourtayre
- Montage : Monique Kirsanoff
- Son : Julien Coutellier assisté d'André Louis
- Photographe de plateau : Jean Schmidt
- Producteurs : René Pignères et Louis Lefait pour S.N.C. - Marivaux
- Directeur de production : Michel Mombailly
- Distribution : Imperia
- Tournage : du 25 mars au 3 mai 1958
- Pays d'origine :  France
- Format : Noir et blanc - 35 mm
- Genre : Policier
- Durée : 86 minutes
- Date de sortie : 
  - France - 7 mai 1959  à Paris
- Affiche : Pierre Levé (France)

## Distribution
- Raymond Pellegrin : Henri Brunier
- Magali Noël : Gloria Selby
- Giselle Pascal : Anne Brunier
- Daniel Cauchy : Bébert, le mécano
- Marc Valbel : Charles Laurent
- Gilbert Gil : Marc Mattéï
- Pierre Larquey : le gardien de nuit
- André Valmy : le commissaire
- Émile Prud'homme : Bernard Mauduy
- Henri Cogan : Michel
- Paul Demange
- Jean-Jacques Lecot
- Jean Degrave